# Peter Scholze

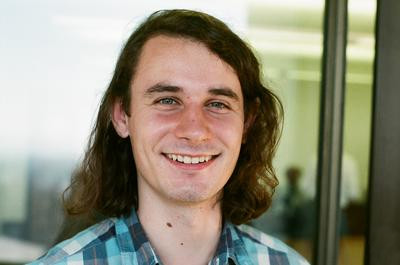
Peter Scholze (2014)

Peter Scholze (* 11. Dezember 1987 in Dresden) ist ein vielfach ausgezeichneter deutscher Mathematiker und Träger der Fields-Medaille. Er ist Hochschullehrer an der Rheinischen Friedrich-Wilhelms-Universität Bonn und Direktor am Max-Planck-Institut für Mathematik. Sein Arbeitsgebiet liegt im Schnittfeld von Zahlentheorie und algebraischer Geometrie.

## Leben
Peter Scholze wurde am 11. Dezember 1987 in Dresden geboren. Sein Vater ist Physiker, seine Mutter Informatikerin. Er wuchs in Berlin auf und besuchte das durch ein mathematisches Profil geprägte Heinrich-Hertz-Gymnasium in Berlin-Friedrichshain. Bei Internationalen Mathematik-Olympiaden gewann er dreimal Gold und einmal Silber. Von seinem sechzehnten Lebensjahr an wurde er durch Klaus Altmann an der Freien Universität Berlin gefördert. Nach kurzer Zeit nahm er auch an Mathematikseminaren der Universität teil. Von seinem achtzehnten Lebensjahr an wurde er durch Michael Rapoport, Professor für arithmetische algebraische Geometrie an der Rheinischen Friedrich-Wilhelms-Universität Bonn und selber Absolvent des Heinrich-Hertz-Gymnasiums, gefördert.
Nach seinem Abitur im Jahr 2007 studierte er als Stipendiat der Studienstiftung des deutschen Volkes Mathematik an der Universität Bonn, wo er das Bachelor-Studium in drei Semestern und das Master-Studium in zwei Semestern absolvierte und 2012 mit einer Dissertation unter dem Titel Perfectoid Spaces bei Michael Rapoport promoviert wurde. Von Juli 2011 bis Ende Juni 2016 war er fünf Jahre lang Fellow des Clay Mathematics Institute in Cambridge (Massachusetts).
Zum Wintersemester 2012/2013 wurde Scholze als zum damaligen Zeitpunkt jüngster W3-Professor Deutschlands auf eine der Hausdorff-Mathematik-Professuren beim Exzellenzcluster in Bonn berufen. Sein Fachgebiet ist die arithmetisch-algebraische Geometrie im Rahmen des Langlands-Programms. Aufgrund seiner außerordentlichen Leistungen in der Master- und in der Doktorarbeit wurde auf ein Habilitationsverfahren verzichtet. Seine Antrittsvorlesung war über Zahlen und Geometrie.
Er ist verheiratet mit einer Mathematikerin und ist Vater einer Tochter.

## Wissenschaftliche Beiträge
Scholze lieferte als 22-jähriger Student einen neuen Beweis der lokalen Langlands-Korrespondenz, die zuerst im Jahr 2000 von Guy Henniart, Michael Harris und Richard Taylor bewiesen wurde. Er konnte diesen komplexen und umfangreichen Beweis erheblich vereinfachen. In seiner Dissertation führte er die neue Technik der perfektoiden Räume ein, die es erlaubt, bei zahlentheoretischen Fragen zwischen Körpern gemischter Charakteristik und solchen positiver Charakteristik zu wechseln. Die Technik verallgemeinert einen Satz von Jean-Pierre Wintenberger und Jean-Marc Fontaine (1979) und benutzt die Konstruktion adischer Räume nach Roland Huber. Eine Anwendung ist eine allgemeinere Formulierung des Almost-Purity-Theorems von Gerd Faltings in der p-adischen Hodge-Theorie. Des Weiteren ermöglicht diese Technik bei anderen Problemen, zum Beispiel bei Shimura-Varietäten und Rapoport-Zink-Räumen, eine geometrische Interpretation. Michael Harris, der an der Columbia-Universität lehrt und ein Experte in der arithmetischen Geometrie ist, beurteilte Scholzes Begriffsbildung der perfektoiden Räume wie folgt: „In der zeitgenössischen Mathematik gibt es selten ein so klares Beispiel für eine neue Begriffsbildung.“
2018 fanden Scholze und Jakob Stix eine ihrer Ansicht nach „nicht behebbare“ Lücke im 2012 vorgestellten Beweisversuch der abc-Vermutung von Shin’ichi Mochizuki. Mochizuki selbst sieht sich missverstanden und beharrt auf der Korrektheit seines Beweises.

## Auszeichnungen
2013:
- SASTRA Ramanujan Prize[24]
- Prix Peccot

2014:
- Clay Research Award gemeinsam mit Maryam Mirzakhani[25]
- Gastredner auf dem ICM in Seoul (Perfectoid spaces and their applications)

2015:
- Colepreis der American Mathematical Society auf dem Gebiet der Algebra[26] für „seine Arbeit über perfektoide Räume, die zur Lösung eines wichtigen Spezialfalls der ‚Weight-monodromy-Vermutung‘ von Deligne führte“ (aus der Laudatio)
- Ostrowski-Preis
- Fermat-Preis

2016:
- 2016 war einer der drei New-Horizons-in-Mathematics-Preise für ihn vorgesehen, die für Nachwuchswissenschaftler gedacht sind, über eine Stiftung von einigen US-amerikanischen Unternehmern finanziert werden und mit jeweils 100.000 Dollar dotiert sind. Scholze lehnte die Annahme dieser Auszeichnung im November 2015 ab.[27]
- Gottfried Wilhelm Leibniz-Preis[28]
- Akademiepreis der Berlin-Brandenburgischen Akademie der Wissenschaften
- EMS-Preis
- Plenarvortrag auf dem Europäischen Mathematikerkongress in Berlin (Perfectoid spaces and their applications)

2017:
- Wahl zum Mitglied der Leopoldina[29]
- Aufnahme in die Akademie der Wissenschaften und der Literatur (AdW-Mainz)[30]
- Aufnahme in die Berlin-Brandenburgische Akademie der Wissenschaften[31]

2018:
- Wahl in die Nordrhein-Westfälische Akademie der Wissenschaften und der Künste und Ernennung zu einem der Direktoren des Max-Planck-Instituts für Mathematik[32]
- Für den Internationalen Mathematikerkongress 2018 in Rio de Janeiro wurde Scholze für einen Plenarvortrag ausgewählt (p-adic geometry).[33] Er erhielt dort für die „Umwälzung der arithmetischen algebraischen Geometrie über p-adischen Körpern durch die Einführung perfektoider Räume mit Anwendung auf Galois-Darstellungen und für die Entwicklung neuer Kohomologie-Theorien“[34] die Fields-Medaille.[35] Diese bekam Peter Scholze als zweiter Deutscher nach Gerd Faltings.[6] Beide forschen im Bereich der algebraischen Zahlentheorie und sind aktuell Direktoren am Max-Planck-Institut für Mathematik in Bonn.
- Wahl zum Ehrenmitglied der London Mathematical Society[36]

2019:
- Verdienstorden der Bundesrepublik Deutschland[37]

2022:
- Auswärtiges Mitglied der Royal Society[38]
- Lehrpreis der Universität Bonn[39]
- Pius XI-Goldmedaille der Päpstlichen Akademie der Wissenschaften[40]

## Schriften (Auswahl)
- Perfectoid Spaces. (PDF; 571 kB), Dissertation, Bonn 2011.
- Perfectoid spaces. In: Publications mathématiques de l’Institut des Hautes Études Scientifiques. 116 (2012), Nr. 1, S. 245–313.
- Perfectoid Spaces: A survey. In: Proceedings of the International Conference on current developments in mathematics. 2012.
- The Langlands-Kottwitz method and deformation spaces of p-divisible groups. In: Journal of the American Mathematical Society. 26 (1), 2013, S. 227–259.
- Mit Sug Woo Shin: On the cohomology of compact unitary group Shimura varieties at ramified split places. In: Journal of the American Mathematical Society. 26 (1), 2013, S. 261–294, Arxiv.
- p-adic Hodge theory for rigid-analytic varieties. In: Forum of Mathematics, Pi. 1, e1, 2013.
- The Langlands-Kottwitz approach for some simple Shimura varieties. In: Inventiones Mathematicae. 192, 2013, S. 627–661, Arxiv.
- The Local Langlands Correspondence for GLn over p-adic fields. In: Inventiones Mathematicae. 192, 2013, S. 663–715. Arxiv.
- Perfectoid spaces and their Applications. In: Proceedings of the International Congress of Mathematicians (ICM). 2014.
- On torsion in the cohomology of locally symmetric varieties. In: Annals of Mathematics. Band 182, 2015, S. 945–1066, Arxiv.
- Mit Bhargav Bhatt: The pro-étale topology for schemes. In: Astérisque. 369 (2015), 99–201.
- Mit Bhargav Bhatt: Projectivity of the Witt vector affine Grassmannian. In: Inventiones Mathematicae. 209 (2017), Nr. 2, S. 329–423.
- Mit Ana Caraiani: On the generic part of the cohomology of compact unitary Shimura varieties. (PDF; 813 kB), In: Annals of Mathematics. Band 186, 2017, S. 649–766.
- p-adic geometry. In: Proceedings of the ICM. 2018.
- mit P. Allen, A. Caraiani, Frank Calegari, Toby Gee, D. Helm, B. Le Hung, J. Newton, R. Taylor, Jack Thorne: Potential automorphy over CM fields,Arxiv 2018